# 8秒ルール
8秒ルール（はちびょうルール）とはウェブサイトを構築する際のガイドライン・経験則の1つ。利用者がそのサイトを訪れてから、ページ全体の内容が表示されるまでに8秒以上を要すると、利用者は待ちきれずに他のサイトに行ってしまい、再び戻ってくることが非常に少ないとされる。
とくに顧客の獲得競争が激しい電子商取引サイトでは顕著で、いかに短時間でページを表示させるか、そのために「多くの情報を盛り込んだページ」を「どれだけシンプルな構成にできるか」がサイト構築の際の絶対条件となっていた。
1999年6月に米国のゾナ・リサーチ社が発表した調査報告『The Need for Speed』によると、14.4kbpsのモデムで接続している利用者が電子商取引サイトの表示に待ちきれなくなるまでの時間が8秒であり、それを超えると大部分の利用者が商品の購入そのものをあきらめてしまうということであった。
「8秒ルール」が強く意識されたのは56 - 64kbpsのモデムやISDNといった低速の回線で接続することが主流であった1999年頃までで、ADSLなどによる高速・常時接続が行われるようになった2000年以降はあまり言われなくなっている。
ただし、2012年現在でもなおADSL自体が利用できない国・地域（開発途上国、村、離島など）が残されていることや、利用者がページの表示に待つのを我慢できる時間は（回線の高速化によって）さらに短くなっているという予想もあり、「6秒ルール」「3秒ルール」といった表現もなされるようになってきている。